# Ліцей Оша
48°48′21″ пн. ш. 2°08′12″ сх. д. / 48.805701° пн. ш. 2.136727° сх. д.
Ліцей Оша (фр. Lycée Hoche) — французький державний заклад середньої та вищої освіти, розташований на авеню де Сен-Клу, 73 у районі Нотр-Дам де Версаль, в Івеліні. Наполеонівська середня школа, створена в 1803 році, була названа Ліцей імені Оша в 1888 році на честь Лазара Оша, французького генерала, який народився у Версалі.
Каплиця внесена до списку історичних пам’яток з 1926 року, решта будівель монастиря внесена до списку історичних пам’яток з 1969 року. Нинішнім директором є Гі Сеген.
Його визнають відмінними результатами на бакалавраті та вступних іспитах до Великих шкіл, зокрема наукових (Ecole Normale Supérieure, Polytechnique, Mines de Paris, CentraleSupélec, École des Ponts) і комерційних (HEC Paris).

## Історія ліцею
Після націоналізації майна духовенства під час Французької революції ліцей отримав будівлі Королівського монастиря у Версалі.
Побудований між 1767 і 1772 роками під керівництвом архітектора Річарда Міка, цей монастир канонічок Святого Августина вже мав освітню місію, оскільки черниці відповідали за виховання молодих дівчат з родин придворних слуг.
Перші вихованки прибули до монастиря 1 січня 1773 року. У монастирі постійно проживало 80 пансіонерок, а з 1772 по 1789 рік через заклад пройшло 383 пансіонерки. На той час якість викладання була значним успіхом. Однак монахиням доводилося постійно чинити опір, щоб зберегти заповіти засновника, і до монастиря приймали мало молодих дівчат зі шляхетського середовища.
Успіх закладу закінчився через двадцять років, коли королівська родина покинула Версаль у жовтні 1789 року.
У 1790 році, після того, як держава зробила майно духовенства доступним, було проведено інвентаризацію майна.
Згромадження покинуло монастир назавжди у 1792 році.
У 1793 році каплицю зайняла 2-га секція Версальського відділення Товариства прав людини.
У 1794 році вона стала військовим шпиталем.
З 1795 по 1800 рік будівля стояла пусткою і використовувалася як склад зерна та фуражу.
У 1800 році він знову став філіалом військового шпиталю інвалідів.
У 1801 році, після закриття центральної школи департаменту, місто Версаль вирішило створити ліцей, щоб запропонувати можливість отримати освіту багатим іноземним сім'ям, які там мешкали.
Консульство створило 30 ліцеїв у Франції 22 листопада 1802 року.
Консульським декретом від 1 Вандеї XII року (24 вересня 1803 року) колишній жіночий монастир став ліцеєм.
23 жовтня 1804 року префект Версалю отримав дозвіл на відкриття ліцею.
Його першому директору, Дьєдонне Тібо, було доручено відновити зруйновані будівлі. На виконання цього завдання пішло три роки.

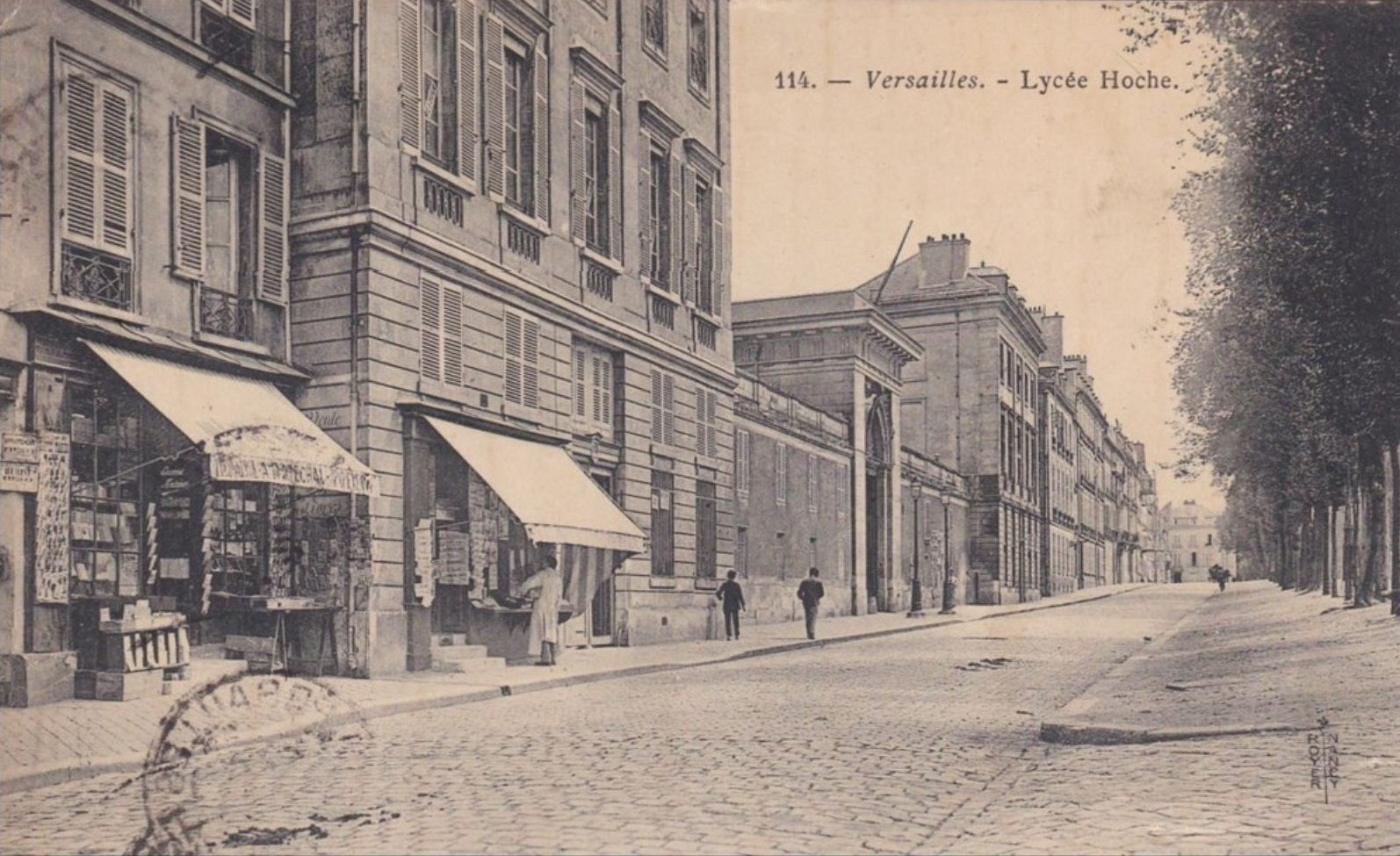
Канцелярська крамниця "Maréchal" та фасад ліцею "Hoche" на авеню Сен-Клу (листівка початку 20-го століття).

Імператорським указом у Позені (нині Познань, Польща) від 7 травня 1806 року ліцей став імператорською гімназією. Перші тринадцять вчителів і 150 учнів були призначені 15 грудня 1806 року.
2 травня 1807 року гімназія була офіційно відкрита і прийняла перших учнів.
У 1809 році, згідно з імператорським указом Шенбрунна (Відень), Версальський ліцей став одним з восьми першокласних ліцеїв імперії. Це визнання відображало ранні академічні успіхи учнів, двоє з яких того ж року вступили до Політехніки.
У 1819 році Версальський ліцей, який був прирівняний до паризьких ліцеїв, зміг взяти участь у Генеральних конкурсах.

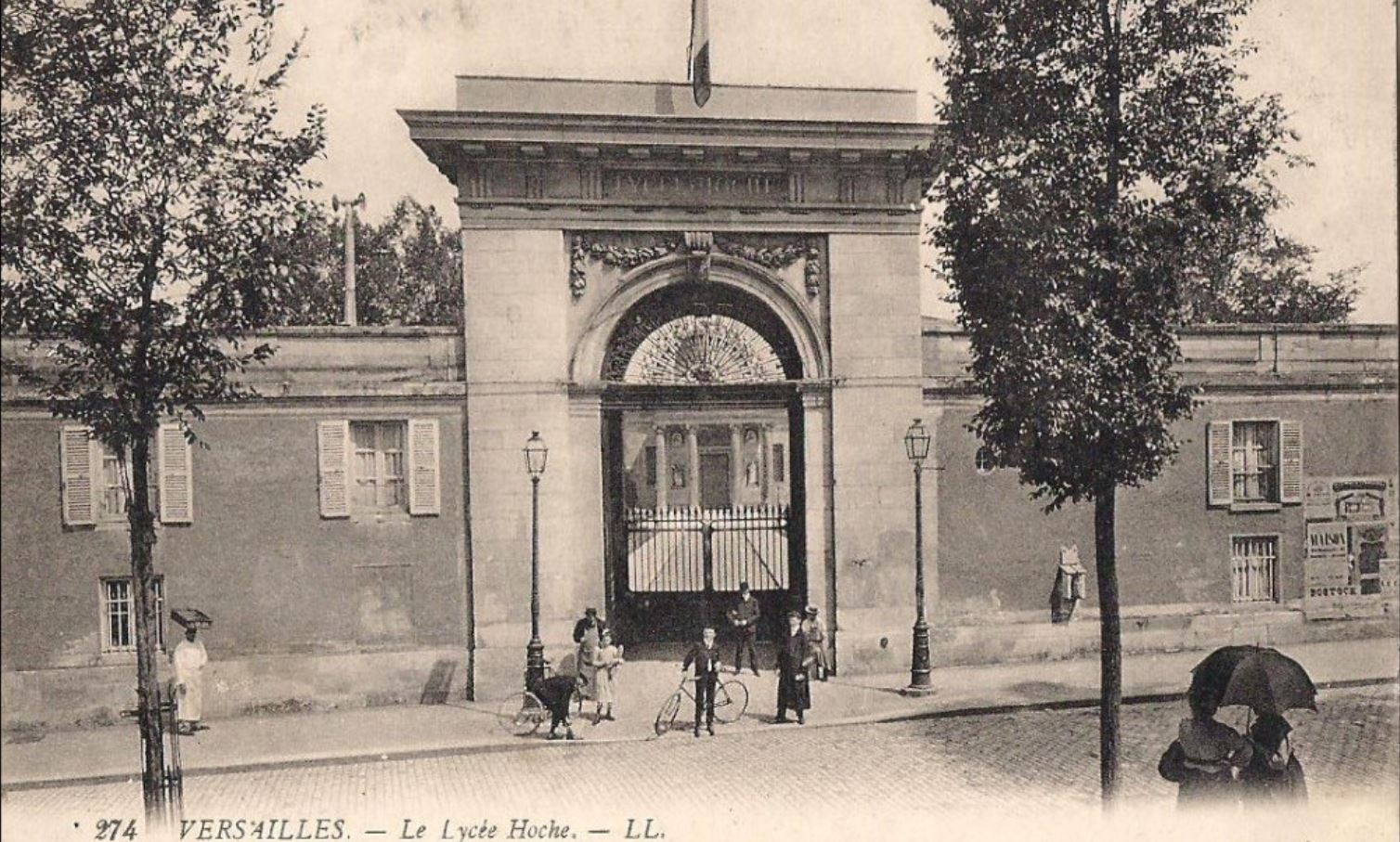
Вхід до ліцею Оша (листівка, початок 20 століття).

Під керівництвом М. Тері в ліцеї навчалося понад 500 учнів, а в 1819 році він став частиною Королівських колежів Парижа, де були створені підготовчі класи для великих шкіл (grandes écoles).
У 1848-1849 роках Ернест Ренан замінив професора Ернеста Берсо на посаді викладача філософії.
У 1888 році ліцей отримав назву "Ліцей Оша" (lycée Hoche), на згадку про революційного генерала Лазаря Оша, який народився у Версалі.
У 1914-1919 роках невеликий ліцей Оша був військовим шпиталем, яким керував Червоний Хрест.
У 2003 році кілька політиків і будівельних підрядників були засуджені Апеляційним судом Версаля за махінації з державними контрактами на будівництво ліцею Оша. У 2004 році цей вирок був підтверджений Касаційним судом. 

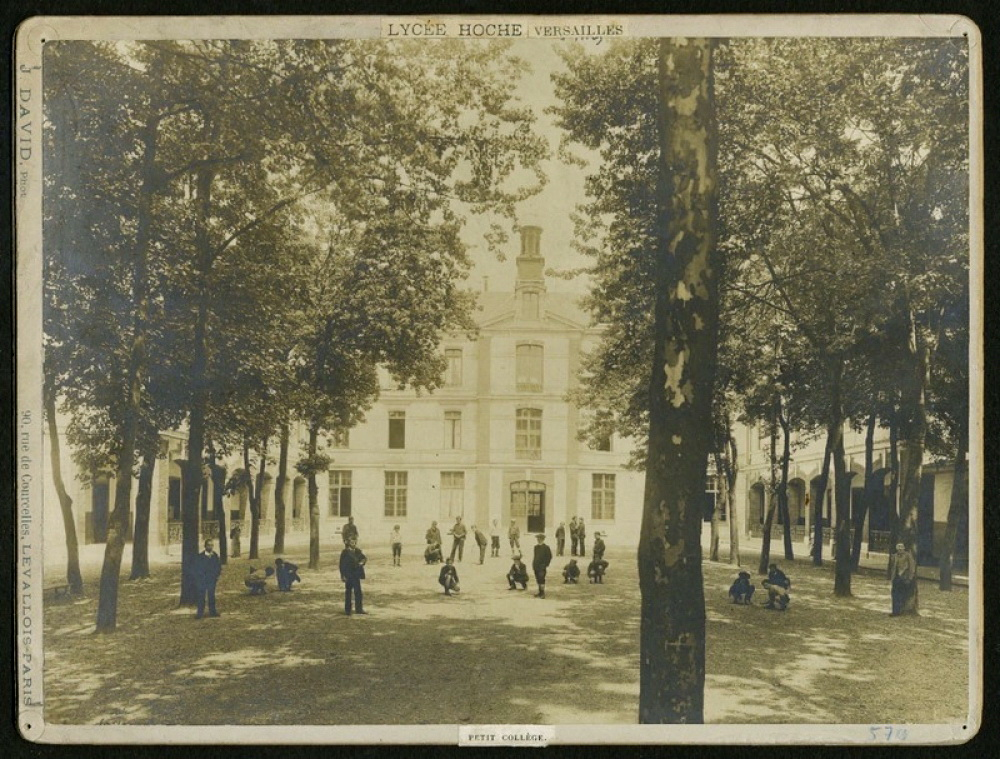
Невеликий коледж, сфотографований Жюлем Давидом, бл. 1880-1900.

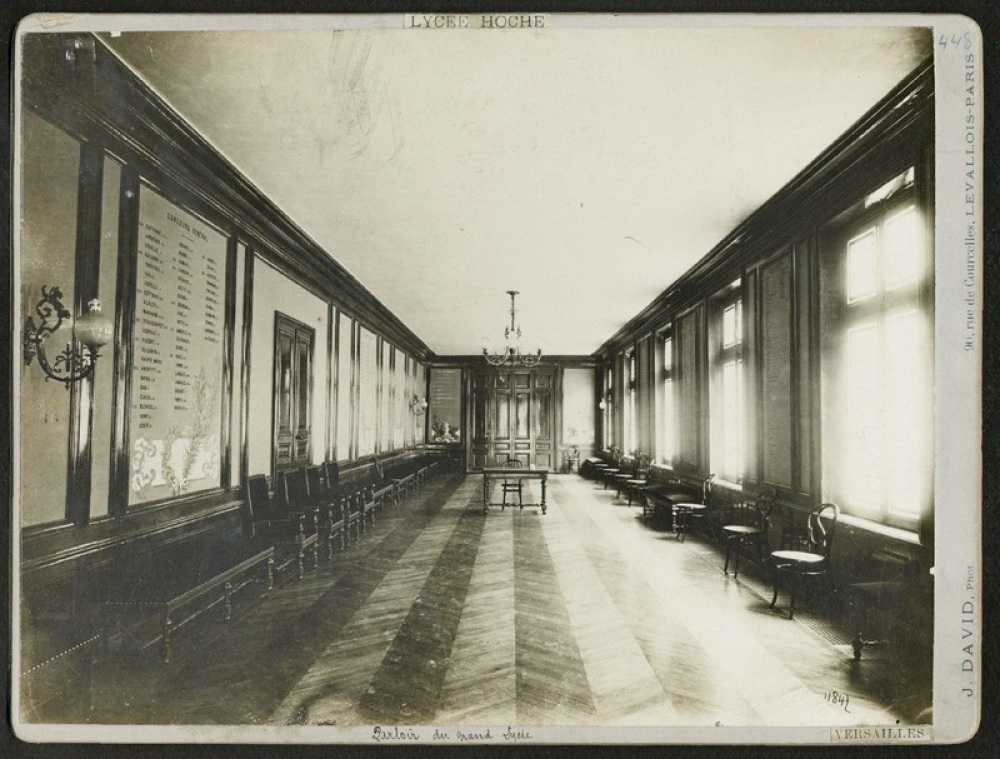
Версаль, ліцей Оша, вітальня (Ж. Давид).jpg

У 2011 році казначей ліцею був визнаний винним у домаганнях до чотирьох співробітників школи і оштрафований на 11 000 євро.

## Відомі випускники
- Жуль Антуан Ліссажу, французький фізик і математик
- Франциско I. Мадеро
- Раймонд Арон
- Ален Бертон (хімік)
- Едвард Карпентер
- Анрі Картан (лауреат премії Вольфа)
- П'єр Клостерманн
- Жан-Марі Коломбані
- Бартелемі-Проспер Анфантен
- Луї Франше д'Еспер
- Луїс Халфен
- Чарльз Мангін
- Філіп Морійон
- Душко Попов
- Жан-Сиріл Спінетта
- альтернативний рок Phoenix (гурт)
- Луї Валтат
- Борис Віан
- Венделін Вернер (медаліст Філдса)
- доктор Даніель Шукрун